# Vila Formosa (distrito de São Paulo)
Vila Formosa es un distrito ubicado en la zona sudeste de la ciudad de Sao Paulo,Brasil. Administrativamente pertenece a la subprefectura de Aricanduva. 

## Historia
Fundada en 1923, Vila Formosa formaba parte de Carrão antes de ese año. La familia Casa Grande era propietaria de prácticamente toda la zona que más tarde pasó a pertenecer a los hermanos Jacob, de origen libanés. Fue Miguel Jacob quien en 1920 dio el nombre de Formosa a esta parte de la capital, inspirándose en el antiguo nombre de la ciudad costera de Ilhabela.
Fue planeado para tener un alto nivel de urbanización por la Companhia Melhoramento do Brás, en la línea de otros barrios exitosos de la capital paulista, como Jardim América, pero la instalación de un vertedero entre los años 40 y 50, que más tarde se convertiría en el barrio Jardim Anália Franco, frenó este proceso.
Actualmente es una de las zonas más arboladas del municipio, con más de un centenar de plazas. Con una población de clase media, tendiendo más hacia la clase media alta en los alrededores de Tatuapé y hacia la clase media baja en los alrededores de Sapopemba. 
Fue un importante centro industrial de São Paulo, y algunos de los almacenes en desuso han dado paso a zonas residenciales de alto nivel.
Cuenta con el Centro Esportivo, Recreativo e Educativo do Trabalhador (CERET), que es uno de los mayores parques de la ciudad con aproximadamente 286.000 m². Popular e históricamente, el Cementerio de Vila Formosa también se encuentra en el distrito, pero según la nueva división de distritos del municipio de São Paulo, establecida en 1992, se encuentra en su totalidad en el vecino distrito de Carrão. Es el cementerio más grande de América Latina, con alrededor de 780.000 metros cuadrados.
Actualmente, Vila Formosa es uno de los principales barrios de la ciudad de São Paulo, con una revalorización extremadamente positiva. Posee un centro comercial que es el ícono comercial del distrito, el Shopping Anália Franco; es el octavo mayor centro comercial de Brasil en área construida, y también uno de los mayores de São Paulo.
Aunque cuenta con edificios antiguos, como la Rua Dom Estevão Pímentel Quintas de Portugal, está rodeado de edificios con infraestructuras modernas.
El perfil del distrito es mixto, es decir, residencial y comercial. Tiene viviendas de estándar bajo, medio y alto, siendo el más constante el estándar medio. La verticalización está formada por edificios de estándar medio y alto y está presente en los barrios Jardim Anália Franco, Vila Antonina, Jardim Têxtil y Vila Formosa.
En términos sociales, Vila Formosa tiene una población negra y parda inferior a la media de la ciudad de São Paulo (con un 20% de población negra y parda, mientras que la media de la ciudad es del 37%), según el Mapa de la Desigualdad 2022. Sin embargo, es uno de los 20 distritos de la ciudad con menor número de personas sin hogar y chabolistas. Destaca por ser uno de los distritos con menor índice de violencia contra la comunidad LGBTQIAP+ y es uno de los distritos sin incidentes de feminicidio.

### Transporte
Desde enero de 2020, el gobernador João Dória firmó la orden de servicio para la implementación del proyecto de ampliación de la Línea 2-Verde, que contará con 8 estaciones más del Metro de São Paulo, a saber: Orfanato, Água Rasa, Anália Franco, Vila Fornosa, Guilherme Giorgi, Nova Manchester, Aricanduva y Penha - que conectarán con la Línea 3–Roja y la Línea 2–Verde. Tres estaciones operarán en el distrito hasta 2025: Anália Franco, Vila Formosa y Guilherme Giorgi. Cuando estas nuevas estaciones lleguen a Vila Formosa, seguramente habrá un boom inmobiliario en la región, que será aún más vertical.

## Distritos limítrofes
- Tatuapé (norte)
- Carrão (noreste).
- Aricanduva (este).
- Sapopemba y São Lucas (sur).
- Água Rasa (este).